# Paul Xavier Kelley
Paul Xavier Kelley, ameriški general marincev, * 11. november 1928, Boston, Massachusetts, ZDA, † 29. december 2019. 

## Življenjepis
Leta 1950 je diplomiral iz ekonomije na Univerzi Villanova. 
Junija 1950 je bil imenovan za poročnika (angl. Second Lieutenant). Marca 1951 je zaključil osnovno urjenje v The Basic School, Quantico, Virginija. Premeščen je bil v 2. marinsko divizijo (Marine Corps Base Camp Lejeune, Severna Karolina), kjer je bil poveljnik voda, namestnik bataljonskega operativnega častnika in namestnik divizijskega častnika za urjenje. Septembra 1952 je bil premeščen na USS Salem, admiralsko ladjo 6. flote, kjer je služil kot izvršni častnik, nato pa kot poveljnik marinskega odreda 20 mesecev.
Julija 1954 je bil premeščen v Camp Pendleton (Kalifornija), kjer je opravljal dolžnost bataljonskega izvršnega častnika pri 1. pehotnega šolskega polka. Februarja 1955 je bil premeščen na Japonsko, kjer je postal divizijski častnik za urejenje 3. marinske divizije. Od avgusta 1955 do junija 1956 je bil pribočnik namestnika poveljujočega generala, nato pa kot pomočnik častnika za urjenje sile pri Floti mornariških sil (FMF, Pacifik, Havaji).
Julija 1956 se je vrnil v ZDA in prevzel dolžnost posebnega pomočnika direktorja za personalne zadeve pri poveljstvu KMP ZDA (Washington, D.C.), kar je opravljal do decembra 1957. Nato je končal zračnodesantno šolo stezosledcev v Fort Benningu (Georgia). Februarja 1958 je bil dodeljen novoustanovljeni 2. izvidniški četi pri FMF (Atlantik, Camp Lejeune), kjer je bil sprva izvršilni častnik, nato pa poveljujoči. 
Od septembra 1960 do maja 1961 je bil marinski častnik za izmenjavo pri britanskih kraljevih marincih in postal eden redkih tujcev, ki so prejeli zeleno baretko marincev. Med tem »obiskom« je opravil komandoški tečaj, služil kot pomočnik operativnega častnika pri No. 45 (Royal Marines) Commando (Aden) in poveljnik “C” čete No. 42 (Royal Marines) Commando (Singapur, Malaja in Borneo). 
Julija 1961 je bil dodeljen marinskim šolam v Quanticu, kjer je bil predavatelj taktike na The Basic School; nato pa kot častnik za izvidništvo in nadzorovanje pri razvojnem centru KMP za izkrcevalne sile. Junija 1964 je postal poveljnik vojašnice v Newportu (Rhode Island). Avgusta 1965 je bil poslan v Vietnam, kjer je postal obveščevalni častnik pri 3. marinski amfibicijski sili, FMF, Pacifik. Nato je bil postavljen za poveljnika 2. bataljona, 4. marinskega polka. 
Po vrnitvi iz Vietnama je bil premeščen k pehotni šoli KOV ZDA (Ft. Benning), kjer je bil od avgusta 1966 do julija 1968 višji marinski predstavnik komandanta KMP ZDA. Nato je obiskoval Zračni vojni kolidž (Maxwell Air Force Base, Alabama), ki ga je končal maja 1969 kot odlični diplomiranec. Zaradi njegovega odličnega znanja politično-vojaške strategije, ki ga je pokazal kot študent, ga je nadzorni odbor Nacionalnega geografskega združenja (angl. National Geographic Society) imenoval za dosmrtnega člana. 
Junija 1969 se je vrnil v poveljstvo korpusa kot vojaški pomočnik pomočnika komandanta. Junija 1970 je bil ponovno poslan v Vietnam, tokrat kot poveljnik 1. marinskega polka, 1. marinske divizije. Ta vojaška formacija je bila zadnja marinska formacija, ki je zapustila Vietnam in se maja 1971 vrnila v Camp Pendleton.
Julija 1971 je bil dodeljen Združenemu štabu OS ZDA kot načelnik oddelka za jugovzhodno Azijo, kar je bil opravljal do novembra 1973, ko je bil imenovan za izvršnega pomočnika direktorja Združenega štaba. Avgusta 1974 je bil imenovan za poveljnika 4. marinske divizije. Junija 1975 je postal direktor razvojnega centra pri Razvojnem in šolskem poveljstvu KMP ZDA, nakar je bil postavljen za direktorja šolskega centra pri istem poveljstvu. 
Maja 1978 je postal namestnik načelnika štaba za Zahteve in programe pri poveljstvu korpusa. Istočasno s povišanjem v generalporočnika, je bil postavljen za prvega poveljnika Rapid Deployment Joint Task Force (januarja 1983 preimenovano v centralno poveljstvo ZDA, USCENTCOM) v MacDill AFB, Tampa, Florida.
1. julija 1981 je bil povišan v generala in postavljen za pomočnika komandanta; komandant Korpusa mornariške pehote Združenih držav Amerike je postal 1. julija 1983.
30. junija 1987 se je upokojil in naselil v Severni Virginiji.

## Odlikovanja in nagrade
Seznam njegovih vojaških odlikovanj obsega:
- Defense Distinguished Service Medal;
- Navy Distinguished Service Medal;
- Army Distinguished Service Medal;
- Air Force Distinguished Service Medal;
- srebrna zvezda;
- legija za zasluge z bojnim “V” in dvema zlatima zvezdama kot znak druge in tretje podelitve;
- bronasta zvezda z bojnim “V” in zlato zvezdo kot znak druge podelitve;
- Joint Service Commendation Medal;
- Navy Commendation Medal;
- Army Commendation Medal.

Seznam njegovih civilnih odlikovanj, priznanj in nagrad obsega:
- častni doktorati univerz Villanova, Norwich, Webster, Jacksonville in Športne akademije ZDA
- National Geographic Society’s Major General O.A. Anderson Award,
- Veterans of Foreign War’s National Armed Forces Award,
- American Academy of Achievement’s Gold Eagle Award,
- Navy League’s Admiral John M. Will Award,
- Ireland Fund’s Irishman of the Year for Southern California Award,
- Reserve Officers Association’s Minuteman Hall of Fame Award,
- Marine Corps Scholarship Fund’s Semper Fidelis Award.

## Napredovanja
- Junij 1950 - poročnik
- ? - nadporočnik
- 16. december 1953 - stotnik
- 1. marec 1961 - major
- 20. januar 1966 - podpolkovnik
- 1. april 1970 - polkovnik
- 6. avgust 1974 - brigadni general
- 29. junij 1976 - generalmajor
- 4. februar 1980 - generalporočnik
- 1. julij 1981 - general

## Kvalifikacije
- padalec KMP ZDA
- mojstrski padalec KOV ZDA